# Pantelejmon (Baščuk)
Pantelejmon (světským jménem: Viktor Romanovyč Baščuk; * 14. ledna 1961, Bilohirja) je ukrajinský duchovní Ukrajinské pravoslavné církve Moskevského patriarchátu, arcibiskup bučanský a vikář kyjevské eparchie.

## Život
Narodil se 14. ledna 1961 v sídle Bilohirja Chmelnycké oblasti.
Roku 1980 dokončil Chmelnyckou kooperativní školu a nastoupil do vojenské služby.
Roku 1984 nastoupil na Moskevský duchovní seminář. Následují rok byl zapsán mezi bratry Trojicko-sergijevské lávry.
Dne 5. ledna 1986 byl představeným lávry archimandritou Alexijem (Kutěpovem) postřižen na monacha se jménem Pantelejmon na počest svatého mučedníka Pantelejmona.
Dne 9. března 1986 byl metropolitou vladimirským a suzdalským Serapionem (Fadějevem) rukopoložen na hierodiakona.
Roku 1988 byl poslán do Ruské duchovní misie v Jeruzalémě.
Dne 28. července 1988 jej metropolita minský a běloruský Filaret (Vachromejev) rukopoložil na jeromonacha.
V letech 1988–1992 studoval na Moskevské duchovní akademii.
Roku 1990 se vrátil to Trojicko-sergijevské lávry. Stejného roku byl převeden do monastýru Danilov. Dne 29. března 1990 byl povýšen na igumena.
Od 1. dubna 1990 do května 1991 byl správcem patriarchální rezidence v monastýru Danilov a od 1. června 1991 do 5. března 1996 sakristánem monastýru.
Dne 5. března 1996 byl poslán do Kyjevskopečerské lávry. Dne 13. dubna byl povýšen na archimandritu.
Dne 14. května 1996 se stal pokladníkem lávry.
Dne 12. září 1996 byl jmenován představeným Hlynské pustyně.
Dne 22. listopadu 2000 jej Svatý synod Ukrajinské pravoslavné církve zvolil biskupem vysylkivským a vikářem kyjevské eparchie. Dne 23. prosince byl oficiálně jmenován biskupem a den poté proběhla jeho biskupská chirotonie.
Dne 10. listopadu 2005 byl jmenován biskupem šarhorodským a vikářem vinnycké eparchie.
Dne 10. června 2007 byl převeden na severodoněckou katedru.
Dne 27. července 2007 byl ustanoven biskupem oleksandrijským a svitlovodským.
Dne 11. listopadu 2008 se stal biskupem umaňským a zvenyhorodským.
Dne 9. července 2011 byl povýšen na arcibiskupa.
Dne 29. ledna 2016 se stal arcibiskupem bučanským a vikářem kyjevské eparchie.